# Roberto Sánchez (pilote)
Roberto Sánchez, né le 17 août 1966, est un ancien pilote de rallyes argentin.

## Biographie
Ce pilote débute les compétitions automobiles en 1990 à titre privé, et au sein d'une écurie à compter de 1996 sur Subaru Impreza 555, déjà aux côtés d'Edgardo Galindo.
Il participe à 12 courses en WRC de 1997 à 2005, dont 7 rallyes d'Argentine.
En 2005, 2006 et 2007, il fait partie du team Barattero Subaru des frères Fabio et Mario Barattero, alors engagés en championnat Codasur continental. Il est associé au jeune pilote Raul Martinez.

## Palmarès
- Champion d'Amérique du Sud des Rallyes (CODASUR): 2006 (copilote son compatriote Edgardo Galindo), sur Subaru Impreza Speec-C-A8, du Gr.N4;
- Champion d'Amérique du Sud des Rallyes (Codasur): 2007 (copilote E.Galindo), sur Subaru Impreza Speec-C-N4, du Gr.A8;
- Triple champion d'Argentine des Rallyes, en  2001 (général, et de classe), et 2006;
  - 2e du groupe N du rallye d'Argentine en 1997 (3e en 2000 et 2001);
  - 2e du groupe N du rallye Safari du Kenya en 2000;
  - 3e du rallye du Mexique Corona, en 2002 (alors hors WRC).

### 11 victoires en Codasur
- 2005: Rallye Concepción d'Argentine;
- 2006: Rallye Encarnación du Paraguay;
- 2006: Rallye Erechim du Brésil;
- 2006: Rallye Santiago del Chile;
- 2006: Rallye Punta del Este d'Uruguay;
- 2007: Rallye Encarnación du Paraguay;
- 2007: Rallye Erechim du Brésil;
- 2007: Rallye Santa Cruz de Bolivie;
- 2007: Rallye Ouro Branco du Brésil;
- 2007: Rallye Conceptión d'Argentine;
- 2007: Rallye Punta del Este d'Uruguay.